# Niccolò Brancaccio
Niccolò Brancaccio (Nápoles, cerca de 1340 – Florença, 29 de junho de 1412) foi um pseudocardeal siciliano da Igreja Católica.

## Biografia
Seu pai Marino pertencia ao ramo da família Brancaccio Dogliuoli ou Glivoli e sua mãe Giacoma d'Aversa também era de uma família nobre. Parente do Papa Urbano VI, outros cardeais de sua família foram Landolfo Brancaccio (1294), Rinaldo Brancaccio (1384), Ludovico Bonito (1408), Tommaso Brancaccio (1411), Francesco Maria Brancaccio (1633) e Stefano Brancaccio (1681).
Doutor em direito civil, tornou-se auditor da Rota Romana e capelão papal honorário, além de cônego do capítulo da catedral de Nápoles; em 29 de maio de 1366 prestou juramento na Cúria de Avinhão.
Em agosto de 1366 foi um dos procuradores da rainha Joana I de Nápoles, que realizou a entrega do censo devido à Igreja Romana. Em 23 de setembro do mesmo ano, o Papa Urbano V o credenciou como seu núncio para vários senhores do norte da Itália, e em 12 de abril de 1367, o papa nomeou-o arcebispo de Bari e Canossa, fazendo sua entrada solene em 25 de outubro.
Como arcebispo, trabalhou pela reforma do clero, convocando um concílio provincial. Mais importante, no entanto, deve ter sido sua função - testemunhada a partir de 1374 - como conselheiro e homem de confiança da rainha Joana. Como seu enviado foi em 1375 para Avinhão, junto ao Papa Gregório XI, e em 1377 para Florença; na primavera de 1376 ele trouxe Otão de Brunsvique-Grubenhagen para Nápoles para seu casamento com a rainha. Em 13 de janeiro de 1377 tornou-se arcebispo de Cosenza; seu sucessor em Bari foi, por sua iniciativa, Bartolomeo Prignano, seu parente e amigo, que logo se tornaria o Papa Urbano VI.
A notícia da eleição papal de 8 de abril de 1378 chegou-lhe em Nápoles, onde parece ter permanecido naqueles anos. A rainha enviou-o imediatamente como embaixador em Roma, onde Urbano VI o recebeu com alegria. Mais tarde, porém, teve de desempenhar um papel importante nos acontecimentos que levaram, em 20 de setembro do mesmo ano, à eleição do antipapa Clemente VII em Fondi pela maioria dos cardeais: não menos razão para esta eleição foi de facto a certeza de que podiam contar com o apoio de Joana I. Brancaccio então participou da embaixada da rainha que após a eleição foi para o antipapa, e também esteve presente em sua coroação em 31 de outubro. Ele foi, portanto, um dos principais partidários de Clemente VII, a quem Urbano VI excomungou e depôs como cismático no início de novembro.
A partir desse momento, colocou-se completamente ao serviço de Clemente VII. A partir de 19 de novembro ele apareceu como chefe (regens) da chancelaria papal na ausência do vice-chanceler, e em 16 de dezembro de 1378, foi nomeado cardeal-presbítero com o título de Santa Maria em Trastevere.
Foi para Avinhão, onde, em 17 de maio de 1380, no julgamento iniciado por Henrique II de Castela para a dupla eleição papal, deu seu testemunho sobre os eventos de 1378. Mais tarde ele foi repetidamente empregado por Clemente VII para negociações relacionadas aos assuntos do Reino da Sicília; parece também que exerceu, na Cúria, a função de homem de confiança de Luís I e Luís II de Anjou.
Torna-se cardeal-bispo da sé suburbicária de Albano no final de abril de 1388 e vice-chanceler da Santa Igreja em 1391.
Após a morte de Clemente VII, Brancaccio promoveu a eleição de Pedro de Luna, de quem se dizia ser um amigo próximo. Mais tarde, ele se gloriaria por ter tirado o papado das mãos dos franceses por esta eleição. Bento XIII recompensou-o por seu apoio, nomeando como seu marechal, no mesmo dia de sua eleição (28 de setembro de 1394), seu irmão Buffillo, a quem ele então condecorou no dia de sua coroação.
Quando ficou claro que Bento XIII estava cada vez menos disposto a renunciar à dignidade pontifícia que prometera, Brancaccio também estava entre os muitos cardeais que, após a subtração da obediência da França, em 2 de setembro de 1398, se afastaram dele, recusando-se a dar-lhe sua lealdade. Nos anos que se seguiram, pareceu desempenhar um papel proeminente entre os cardeais dissidentes, tomando parte ativa - muitas vezes como porta-voz de seus colegas - nas negociações com o papa mantido prisioneiro no palácio de Avinhão e com os cardeais que permaneceram ao seu lado, e finalmente participando, após a fuga de Bento, na conclusão do pacto de reconciliação de 29 de março de 1403 em Châteaurenard e na renovada execução de obediência em 19 de julho em Sorgues.
Foi parte ativa para tentar encerrar o Grande Cisma do Ocidente, trabalhou em 29 de junho num pacto tendendo à renúncia dos dois papas e à convocação de um concílio geral para a resolução do cisma. Contudo, no Concílio de Pisa os dois papas concorrentes foram depostos e, em 26 de junho de 1409, Alexandre V foi eleito.
Com a eleição de João XXIII no ano seguinte, foi seu legado para Nápoles.
Morreu em Florença em 29 de junho de 1412, enquanto retornava de sua legação em Nápoles. Foi sepultado no meio do coro da igreja de Santa Maria Novella de Florença.

### Conclaves
- Conclave de 1394 – participou da eleição do Papa Bento XIII de Avinhão
- Conclave de 1409 – participou da eleição do Papa Alexandre V de Pisa
- Conclave de 1410 – participou da eleição do Papa João XXIII de Pisa‎